# アウトバーン 66
アウトバーン 66（ドイツ語: Bundesautobahn 66, BAB 66 または A 66）、愛称Route 66はドイツの高速道路、アウトバーンの一路線である。
ヘッセン州南部を横断し、西のヴィースバーデンから東のフルダまで127 kmの路線を持つ主要道路である。フランクフルト市内に欠陥があるため、2つの区間に分断された路線である。